# (120218) Richardberry
(120218) Richardberry est un astéroïde de la ceinture principale, de la famille de Hungaria.

## Description
(120218) Richardberry est un astéroïde de la ceinture principale, de la famille de Hungaria. Il présente une orbite caractérisée par un demi-grand axe de 1,87 UA, une excentricité de 0,08 et une inclinaison de 21,7° par rapport à l'écliptique.
Il est nommé d'après Richard P. Berry Jr. (né en 1955), membre de la mission OSIRIS-REx.

## Compléments